# بيير دوفور
بيير دوفور (بالفرنسية: Pierre Dufour)‏ (و. 1901 – 1986 م) هو سياسي، من فرنسا، توفي عن عمر يناهز 85 عاماً.

## مناصب
تولى منصب عضو الجمعية الوطنية الفرنسية.